# Бондарчук Андрій Захарович
Андрій Захарович Бондарчук (нар. 6 жовтня 1918 — 7 квітня 2001) — український прозаїк, пише казки, повісті для дітей та дорослих.
Після війни навчався в Казанському університеті на філологічному факультеті. Учасник літературної студії при видавництві «Молодь».
Інвалід по зору I групи.

## Твори
- Березовий сік
- Жив собі хлопчик
- Зайва неділя
- Птахи землю будять
- Пушок-пастушок
- Як борсучок Смугастик на полювання ходив
- Як Оленка до школи збиралася
- Якщо хочете знати